# Ruch Palikota

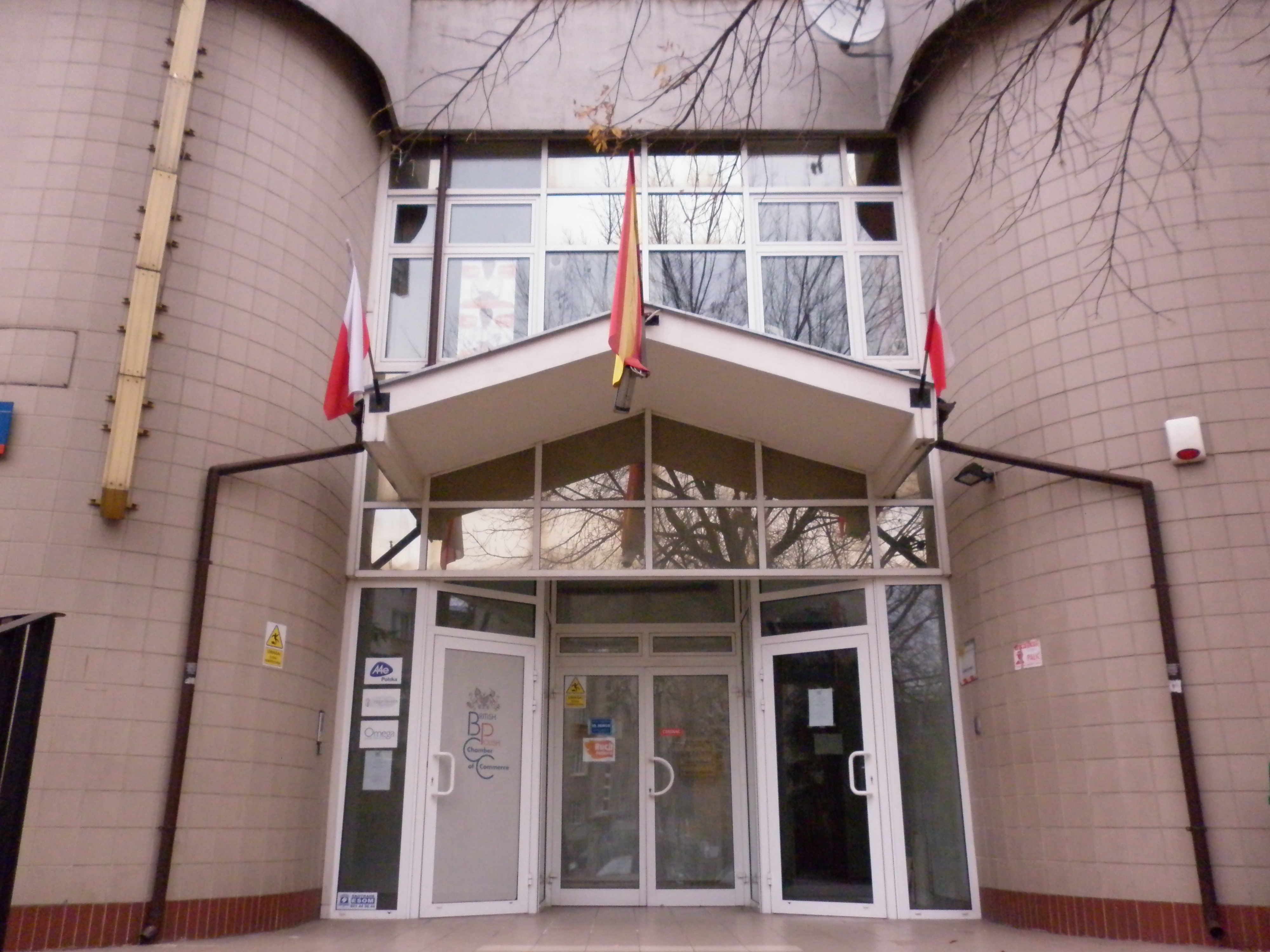
Siedziba Ruchu Palikota

Ruch Palikota (Ruch PL, RP) – polska lewicowo-liberalna partia polityczna założona przez Janusza Palikota, zarejestrowana 1 czerwca 2011 (po tym, jak zarejestrowanej 22 października 2010 partii założonej przez tego polityka Ruch Poparcia zagroziło wykreślenie z ewidencji). Ugrupowanie posiadało klub poselski w Sejmie VII kadencji. Partia wydawała gazetę „Po Prostu Polska”. W ugrupowaniu działały w większości osoby niezaangażowane dotychczas w działalność polityczną, jak również działacze związani wcześniej z innymi partiami (głównie z Sojuszem Lewicy Demokratycznej, Platformą Obywatelską i Socjaldemokracją Polską). Przy partii działały stowarzyszenie Ruch Kapitału Społecznego (zarejestrowane 18 października 2010, do 29 czerwca 2012 działające pod nazwą „Ruch Poparcia Palikota”), Ruch Młodych, Ruch Kobiet oraz think tank „Plan Zmian”. Na kongresie w dniach 5–6 października 2013 Ruch Palikota przekształcił się w Twój Ruch. 5 marca 2015, po rozpadzie klubu poselskiego tej partii, posłowie TR powołali koło poselskie pod dawną nazwą „Ruch Palikota” (istniało ono do końca kadencji – 11 listopada 2015).
Partia była określana jako ugrupowanie antyklerykalne i populistyczne.

## Historia Ruchu

### Stowarzyszenie i pierwsza partia
W lipcu 2010, po kontrowersyjnych wypowiedziach posła Platformy Obywatelskiej Janusza Palikota na temat katastrofy lotniczej w Smoleńsku, które zaowocowały m.in. wnioskiem eurodeputowanego PO Filipa Kaczmarka o wykluczenie posła z partii, zapowiedział on powołanie Ruchu Poparcia Palikota. Następnie zadeklarował utworzenie na bazie ruchu stowarzyszenia. Wniosek o rejestrację stowarzyszenia Janusz Palikot złożył 20 sierpnia.
W kongresie Ruchu Poparcia Palikota z 2 października 2010 wzięło udział kilka tysięcy osób. Podczas kongresu przemawiali jako paneliści m.in. Ryszard Kalisz, Magdalena Środa, Manuela Gretkowska i Kazimierz Kutz. Janusz Palikot przedstawił 15 postulatów swojego ugrupowania (o charakterze antyklerykalnym, urzędniczym i parlamentarnym).
6 października Janusz Palikot złożył rezygnację z członkostwa w Platformie Obywatelskiej oraz w klubie parlamentarnym tej partii, stając się posłem niezrzeszonym. Zapowiedział złożenie mandatu poselskiego, co uczynił ostatecznie w styczniu 2011.
18 października stowarzyszenie Ruch Poparcia Palikota zostało zarejestrowane, a cztery dni później zarejestrowano partię polityczną o nazwie Ruch Poparcia. Przystąpił do niej m.in. Piotr Tymochowicz. Ugrupowanie nie złożyło w 2011 do Państwowej Komisji Wyborczej sprawozdania o źródłach pozyskania środków finansowych w 2010, co upoważniało PKW do złożenia wniosku o wykreślenie tego ugrupowania z ewidencji partii politycznych.

### Ruch Palikota
5 maja 2011 Janusz Palikot złożył w sądzie wniosek o rejestrację nowej partii Ruch Palikota, która została zarejestrowana 1 czerwca tego samego roku (Ruch Poparcia został 26 lipca 2011 wyrejestrowany). 2 lipca 2011 odbył się pierwszy kongres partii, na którym m.in. wybrano władze, a także przedstawiono program ugrupowania. Przewodniczącym partii został Janusz Palikot, a wiceprzewodniczącymi Artur Dębski i Łukasz Piłasiewicz.

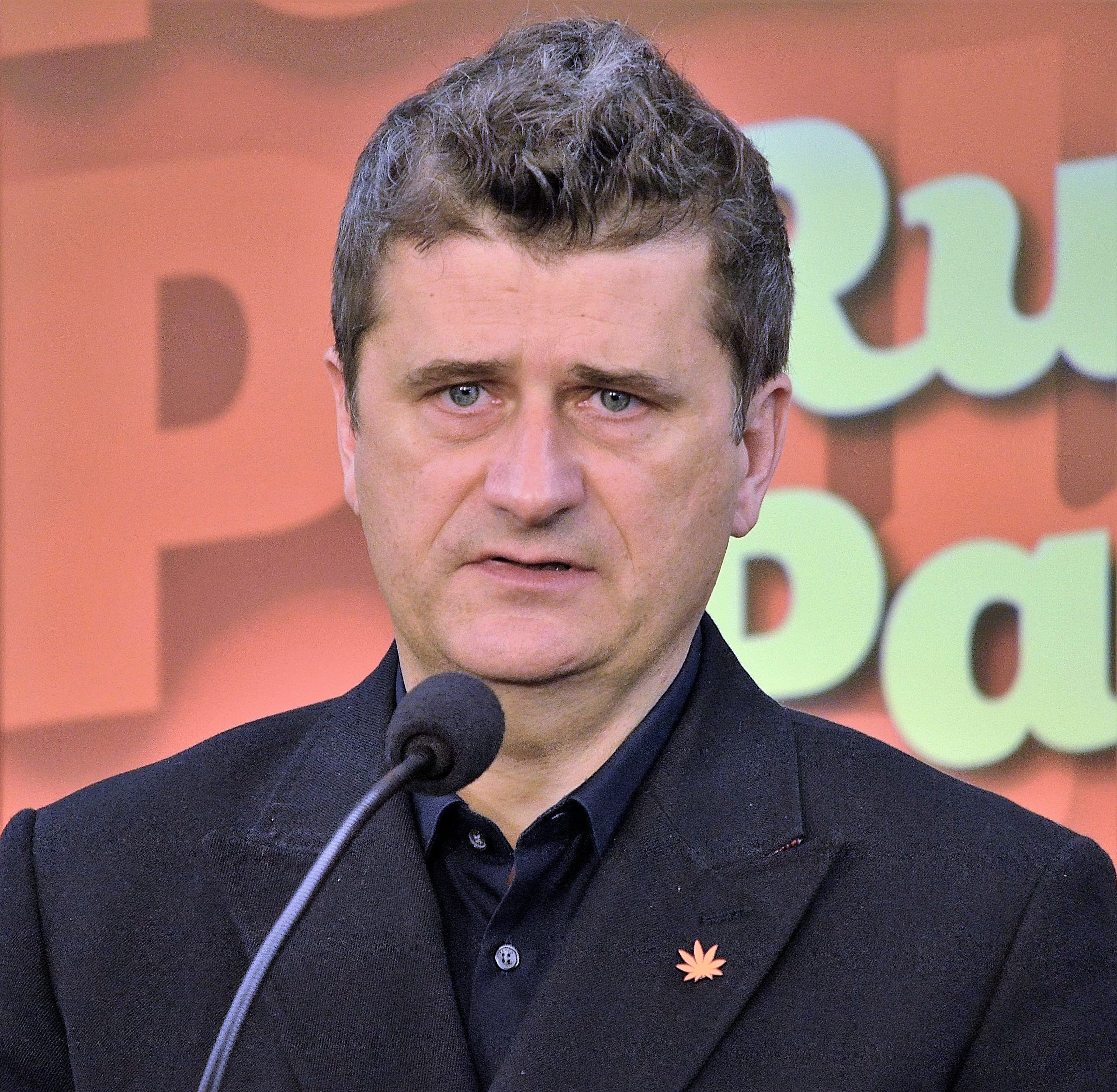
Janusz Palikot

W wyborach parlamentarnych w 2011 Ruch Palikota zarejestrował listy kandydatów do Sejmu we wszystkich okręgach wyborczych, jednak nie wystawił kandydatów do Senatu. Na listach ugrupowania znalazło się 108 kandydatów Racji Polskiej Lewicy (w 33 okręgach). Z list Ruchu wystartował także m.in. przedstawiciel Partii Demokratycznej oraz grupa działaczy LGBT. W wyborach Ruch Palikota uzyskał 10,02% głosów, wprowadzając do Sejmu 40 posłów, z których większość nie była znana z wcześniejszej działalności politycznej.
Jeszcze przed rozpoczęciem nowej kadencji z Ruchem Palikota związał się poseł SLD Sławomir Kopyciński, który zadeklarował przystąpienie do klubu poselskiego Ruchu i został jednym z jego wiceszefów. Pozostałymi wiceprzewodniczącymi zostali Robert Biedroń, Jerzy Borkowski, Anna Grodzka i Tomasz Makowski, a rzecznikiem prasowym Andrzej Rozenek. Szefem klubu został Janusz Palikot. 8 marca 2012 klub Ruchu Palikota zasilił dotychczasowy poseł PO Łukasz Gibała, a 26 kwietnia tego samego roku Witold Klepacz, który przeszedł z SLD.
W maju 2012 z inicjatywy partii powstał think tank „Plan Zmian”, wejście w skład jego rady programowej zadeklarowali między innymi: Magdalena Środa, Kazimierz Kutz, Jan Widacki, Marek Balicki, Robert Kwiatkowski, Krzysztof Bobiński i Jan Hartman.
Zgodnie z deklaracją Janusza Palikota z 21 grudnia 2012, w styczniu 2013 reprezentantem Ruchu Palikota w Parlamencie Europejskim został Marek Siwiec, który w grudniu 2012 odszedł z SLD (nie został jednak członkiem partii). 13 lutego 2013 klub Ruchu Palikota stracił natomiast reprezentację w prezydium Sejmu, w wyniku usunięcia ze swoich szeregów wicemarszałek tej izby Wandy Nowickiej. 9 dni później Ruch Palikota opuścił także poseł Adam Kępiński, przechodząc do klubu SLD. 4 kwietnia odszedł kolejny poseł Bartłomiej Bodio, dwa miesiące później klub opuścił Artur Bramora, a 19 czerwca Halina Szymiec-Raczyńska. 28 czerwca Bartłomiej Bodio, Artur Bramora i Halina Szymiec-Raczyńska założyli koło poselskie Inicjatywa Dialogu. 3 lipca do tego koła odszedł z Ruchu kolejny poseł Dariusz Dziadzio. Cztery dni później klub podjął decyzję o wykluczeniu ze swoich szeregów Piotra Chmielowskiego.
W lutym 2013 Ruch Palikota i Racja PL nawiązały współpracę z Socjaldemokracją Polską, Unią Pracy i Unią Lewicy w ramach projektu Europa Plus, prowadzonego przez Marka Siwca, Aleksandra Kwaśniewskiego i Janusza Palikota. Częścią Europy Plus stało się także stowarzyszenie Dom Wszystkich Polska, założone przez Ryszarda Kalisza po wykluczeniu go z SLD. Ostatecznie UP zaniechała udziału w projekcie, a w czerwcu dołączyły do niego Stronnictwo Demokratyczne, Polska Partia Pracy – Sierpień 80 i PD.
Ruch Palikota uczestniczył w przedterminowych wyborach samorządowych w 2013 w Żaganiu i Elblągu. 19 maja 2013 w Żaganiu kandydat partii na burmistrza Piotr Kowalski zajął 6. miejsce spośród 9 kandydatów, a komitet Ruchu nie uzyskał mandatów w radzie miasta. 23 czerwca w Elblągu kandydatka komitetu „Ruch Palikota Elbląg +” na prezydenta miasta Ewa Białkowska zajęła 6. miejsce spośród 10 kandydatów, a komitet nie uzyskał mandatów w radzie miasta.
W dniach 5–6 października 2013 na nadzwyczajnym kongresie Ruch Palikota przekształcił się w ugrupowanie Twój Ruch. W nowej partii znaleźli się także działacze stowarzyszenia Ruch Społeczny Europa Plus, część dotychczasowych liderów PPP-Sierpień 80, grupa działaczy SDPL, a także Racja PL (która rozwiązała się 23 listopada 2013).

## Program

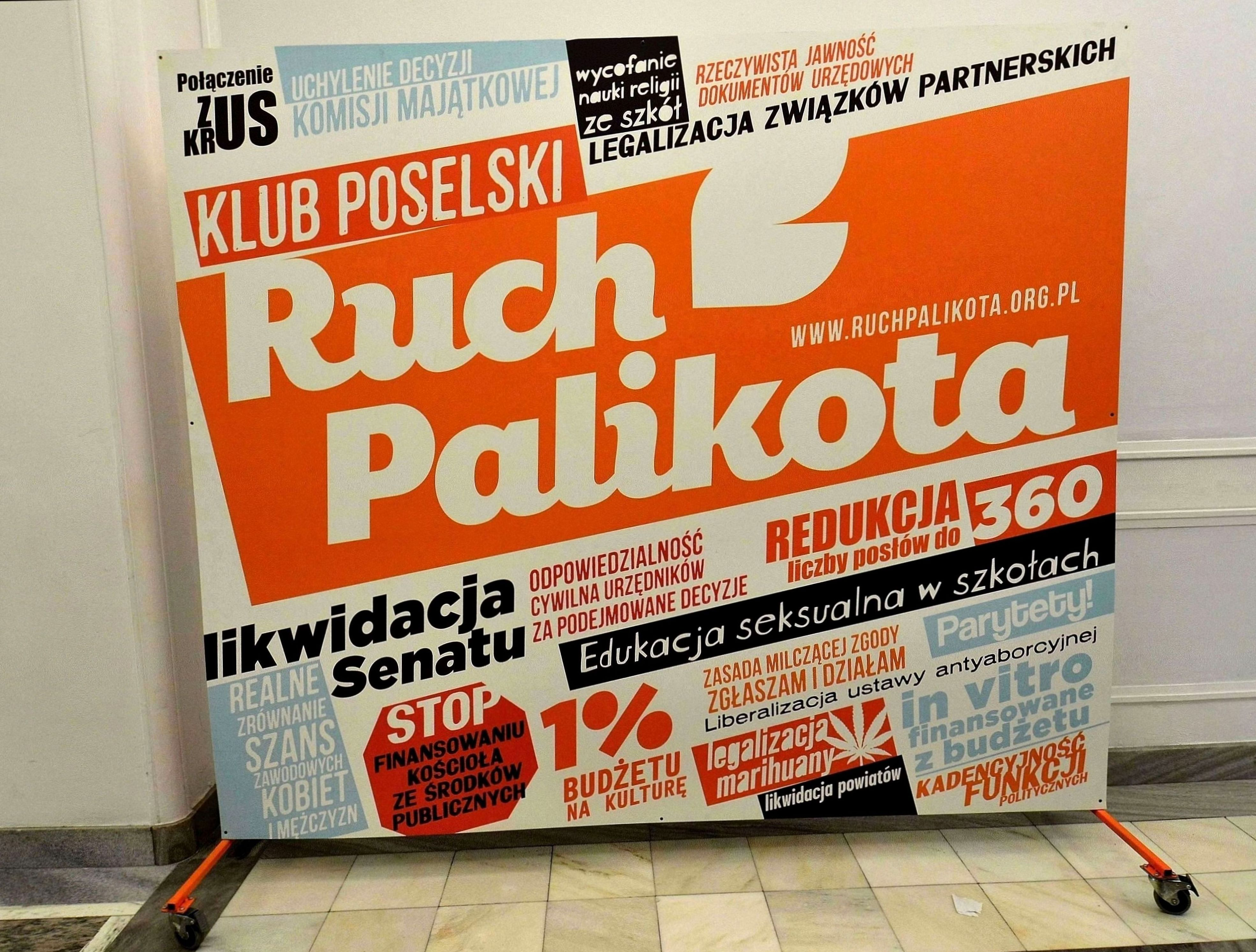
Tablica z najważniejszymi punktami programu Ruchu Palikota przy siedzibie klubu poselskiego w gmachu Sejmu

Wśród 35 postulatów ugrupowania znalazły się m.in.:
- wprowadzenie podatku liniowego
- obniżenie deficytu budżetowego
- ograniczenie biurokracji
- promowanie przedsiębiorczości
- podniesienie wieku emerytalnego poprzez wzrost świadczenia za dłuższą pracę
- zaprzestanie nauczania religii w szkołach
- liberalizacja ustawy dotyczącej aborcji
- finansowanie z budżetu państwa metody in vitro
- wprowadzenie rejestrowanych związków partnerskich
- dostosowanie płacy do pracy
- parytety płci na listach wyborczych
- wprowadzenie ordynacji mieszanej w wyborach do Sejmu
- likwidacja Senatu i powiatów
- połączenie ZUS i KRUS
- przekazywanie 1% PKB na kulturę
- wprowadzenie „zasady milczącej zgody”
- legalizacja tzw. miękkich narkotyków
- zmniejszenie wydatków na siły zbrojne do 1% PKB
- zaniechanie udziału w misjach wojskowych

## Liczba członków
| Rok           | Liczba członków |
| ------------- | --------------- |
| styczeń 2011  | ok. 5 tys.      |
| listopad 2011 | ok. 40 tys.     |

## Posłowie i eurodeputowany partii

### Posłowie VII kadencji
Ostatni skład:
| - Maciej Banaszak - Piotr Bauć - Robert Biedroń - Jerzy Borkowski - Jan Cedzyński (Racja Polskiej Lewicy) - Artur Dębski - Marek Domaracki - Wincenty Elsner - Łukasz Gibała – od 8 marca 2012, wybrany z listy Platformy Obywatelskiej - Artur Górczyński - Anna Grodzka - Michał Kabaciński - Witold Klepacz – od 26 kwietnia 2012, wybrany z listy Sojuszu Lewicy Demokratycznej - Krzysztof Kłosowski - Henryk Kmiecik - Sławomir Kopyciński – wybrany z listy Sojuszu Lewicy Demokratycznej - Roman Kotliński (reprezentant Racji Polskiej Lewicy) - Łukasz Krupa - Jacek Kwiatkowski - Andrzej Lewandowski - Tomasz Makowski - Małgorzata Marcinkiewicz - Maciej Mroczek - Jacek Najder - Michał Pacholski - Janusz Palikot – szef klubu poselskiego - Wojciech Penkalski - Andrzej Piątak - Zofia Popiołek - Marek Poznański - Andrzej Rozenek - Adam Rybakowicz - Armand Ryfiński - Paweł Sajak - Marek Stolarski - Maciej Wydrzyński |

Wcześniejsi posłowie Ruchu Palikota w Sejmie VII kadencji:
| - Bartłomiej Bodio – do 4 kwietnia 2013, został posłem niezrzeszonym, następnie Inicjatywy Dialogu - Artur Bramora – do 4 czerwca 2013, został posłem niezrzeszonym, następnie Inicjatywy Dialogu - Piotr Chmielowski – do 7 lipca 2013, został posłem niezrzeszonym, następnie (po wykluczeniu z partii 3 września 2013) Sojuszu Lewicy Demokratycznej - Dariusz Dziadzio – do 3 lipca 2013, przeszedł do Inicjatywy Dialogu - Adam Kępiński – do 22 lutego 2013, przeszedł do Sojuszu Lewicy Demokratycznej - Wanda Nowicka, wicemarszałek Sejmu – do 13 lutego 2013, została posłanką niezrzeszoną - Halina Szymiec-Raczyńska – do 19 czerwca 2013, została posłanką niezrzeszoną, następnie Inicjatywy Dialogu |

Z listy Ruchu Palikota wybrany został także poseł Jarosław Gromadzki, który objął mandat 19 grudnia 2014 w miejsce Roberta Biedronia (przystąpił początkowo do klubu SLD).

### Poseł do Parlamentu Europejskiego VII kadencji
- Marek Siwiec – od 1 stycznia 2013, wybrany z listy SLD-UP

## Koło poselskie Ruch Palikota
5 marca 2015, po rozpadzie klubu poselskiego Twojego Ruchu, 11 posłów związanych z tą partią powołało koło poselskie pod dawną nazwą „Ruch Palikota”. Pod koniec kadencji jego skład wchodzili:
- Piotr Bauć – wiceprzewodniczący
- Jerzy Borkowski – przewodniczący
- Andrzej Dołecki (od 23 września 2015, zastąpił Janusza Palikota)
- Michał Kabaciński – wiceprzewodniczący i rzecznik
- Jacek Kwiatkowski
- Andrzej Lewandowski
- Małgorzata Marcinkiewicz
- Maciej Mroczek – skarbnik
- Zofia Popiołek
- Adam Rybakowicz
- Maciej Wydrzyński

Inni posłowie koła:
- Łukasz Krupa (od 19 marca 2015 do 14 maja 2015, został posłem niezrzeszonym)
- Janusz Palikot (do 11 września 2015, zrzekł się mandatu) – przewodniczący